# Энергетический напиток

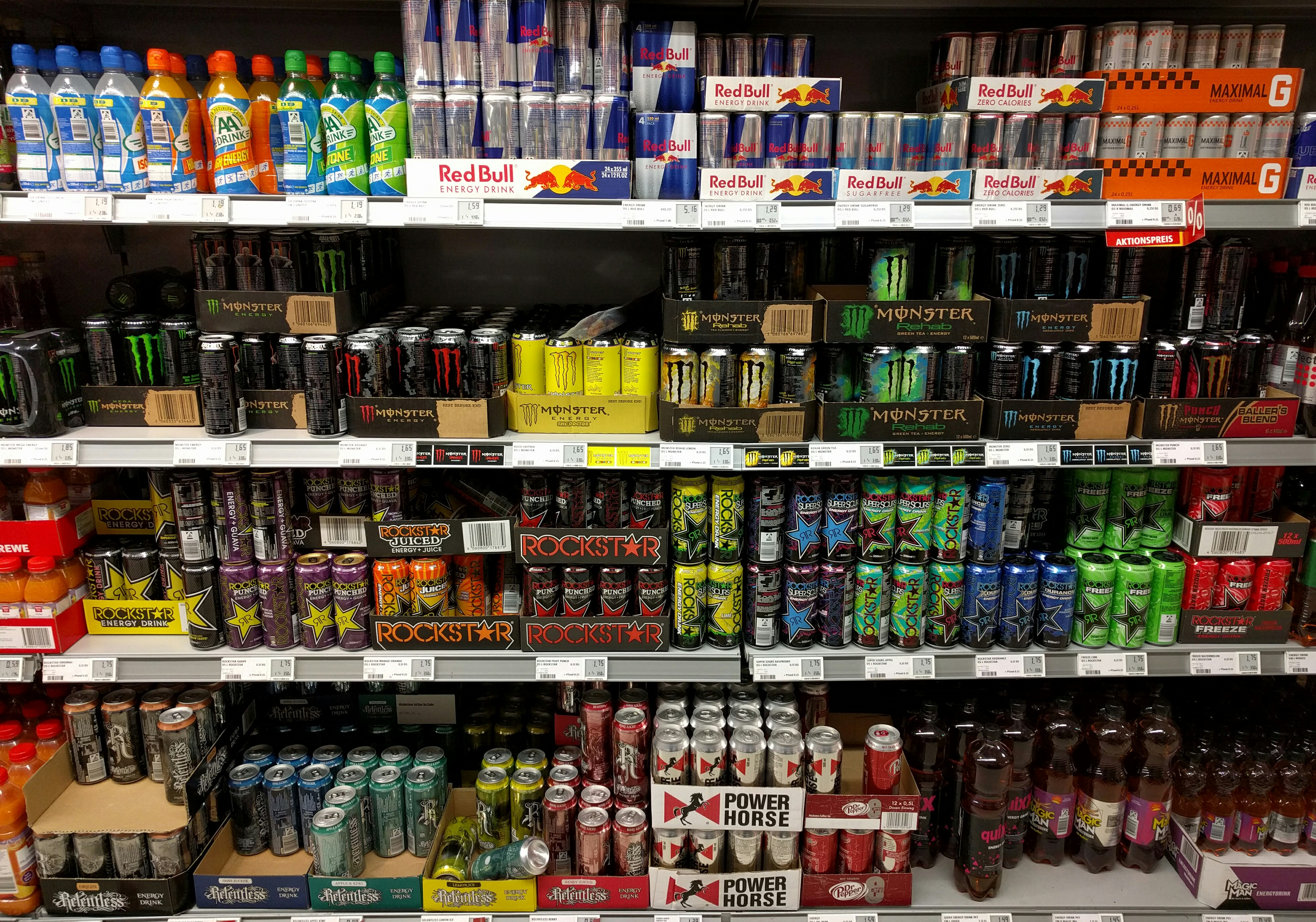
Ассортимент энергетических напитков в магазине

Энергетический напиток (разг. энергетик) — тип напитка, содержащий стимулирующие компоненты, обычно кофеин, который рекламируется как обеспечивающий умственную и физическую стимуляцию. Может быть газированным или нет, а также может содержать сахар, другие подсластители, экстракты трав, таурин и аминокислоты.
Энергетические напитки оказывают эффект за счёт кофеина и сахара, но доказательств того, что широкий спектр других ингредиентов оказывает какое-либо влияние, практически нет. Большинство воздействий энергетических напитков на когнитивную деятельность, таких как повышение внимания и скорости реакции, в основном объясняются присутствием кофеина. Другие исследования приписывают эти улучшения производительности эффектам комбинированных ингредиентов. Реклама энергетических напитков обычно говорит об увеличении мышечной силы и выносливости, но научного консенсуса, подтверждающего эти утверждения, нет.
Энергетические напитки связаны со многими рисками для здоровья, такими как повышенная опасность при употреблении в сочетании с алкоголем, а чрезмерное или многократное употребление может привести к сердечным и психическим последствиям. К группам населения, подверженным риску осложнений от употребления энергетических напитков, относят молодежь, людей, не употребляющих кофеин или чувствительных к нему, беременных, спортсменов, участвующих в соревнованиях, и людей с сердечно-сосудистыми заболеваниями.

## Состав
Напитки содержат тонизирующие вещества, чаще всего кофеин (в некоторых случаях вместо кофеина в составе заявляются экстракты гуараны, чая или мате, содержащие кофеин, или же кофеин под другими названиями: матеин, теин, хотя фактически все это тот же кофеин), и другие стимуляторы: теобромин и теофиллин (алкалоиды какао), также являющиеся гомологами кофеина, глюкозу и (или) сахарозу, адаптогены и т. д.
В последнее время добавляется таурин. В феврале 2009 года Европейское управление по безопасности пищевых продуктов (EFSA) опубликовало своё научное заключение по таурину и глюкуронолактону как ингредиентам безалкогольных тонизирующих энергетических напитков. В заключении EFSA подтверждено, что эти ингредиенты в тех количествах, в которых они содержатся в энергетических напитках, безопасны для здоровья человека.
Энергетик — средне- или сильногазированный напиток (содержит большое количество угольной кислоты (H2CO3), так как это способствует более быстрому усвоению компонентов и быстрому наступлению эффекта с одной стороны, а с другой — используется для безопасного консервирования продукта).

### Состав некоторых напитков
Типичный объём банки напитка — 0,25—0,449 л, редко 1 литр. В составе большинства напитков содержатся сахар или заменители сахара, таурин, кофеин, гуарана, ниацин (B3), пантотеновая кислота (В5), пиридоксин (В6), фолиевая кислота (В9), аскорбиновая кислота (С).

## Действие напитка

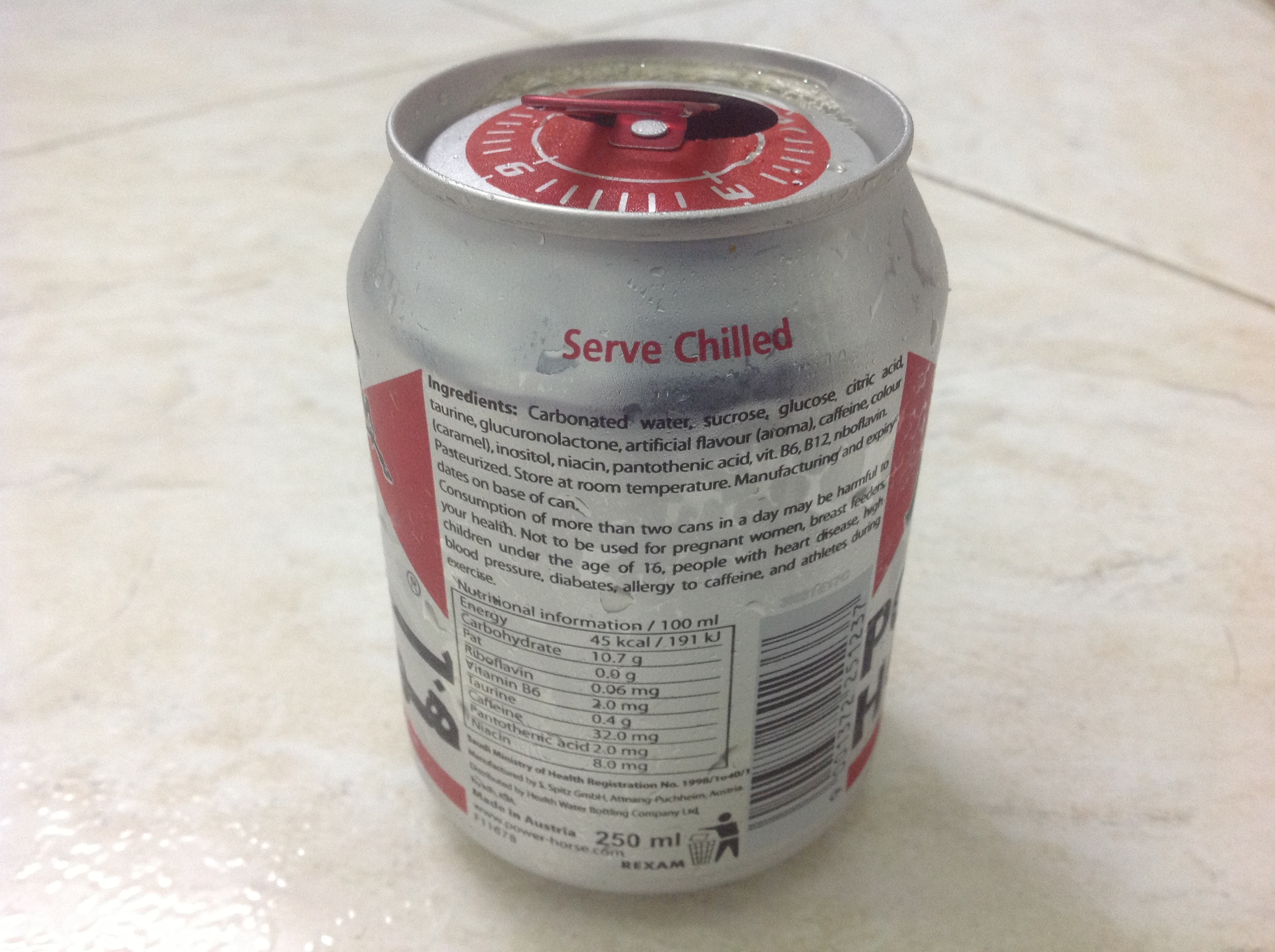
Предупреждение о вреде для здоровья на банке энергетического напитка: «Употребление более двух банок в день может нанести вред вашему здоровью. Не рекомендуется использовать беременным женщинам, грудным детям, детям в возрасте до 16 лет, людям с сердечными заболеваниями, высоким кровяным давлением, диабетом и аллергией на кофеин, а также атлетам во время тренировки».

Содержание кофеина в энергетических напитках немногим ниже, чем в том же объёме сваренного кофе. Чаще всего содержание кофеина составляет 300 мг/л. Содержание кофеина в энергетических напитках варьируется от 218,6 мг/л до 321 мг/л при рекомендуемом Министерством здравоохранения Канады верхнем допустимом уровне потребления 400 мг в сутки.

### Стимулирующие эффекты
Производители в рекламе утверждают, что напитки повышают работоспособность, стимулируя внутренние резервы организма. Например, известно, что глюкоза, как и другие углеводы, быстро всасывается в кровь человека, включается в окислительные процессы и доставляет энергию (углеводы) к мышцам, мозгу и другим жизненно важным органам. Как и любые стимуляторы, энергонапитки действуют по простой схеме — взять из организма энергии много и сразу, что ведёт к неизбежному истощению нервной системы, нарушению обмена веществ. Иногда в рекламе указывается, что кофеин присутствует в чистом виде и не связан, как в кофе и чае, с другими веществами, смягчающими его действие. Это заявление не имеет оснований.

### Отрицательное действие
Употребление энергетических напитков подростками и детьми может нанести вред сердечно-сосудистой и нервной системе. Американская академия педиатрии не рекомендует употреблять энергетические напитки детям и подросткам в возрасте до 18 лет.
Университет штата Мэриленд провёл исследование, согласно которому есть связь между регулярным употреблением энергетических напитков и последующим употреблением наркотиков среди молодых людей. Также регулярное потребление энергетических напитков может способствовать эрозии зубов и развитию ожирения.
В 2009 году российская студентка умерла, по одному из предположений следствия, от передозировки энергетиков.
В апреле 2017 года в результате неосторожного употребления напитков, содержащих кофеин, скончался 16-летний американский подросток Дэвис Крип. Во время занятий Дэвис внезапно потерял сознание и умер от сердечной аритмии. Как установила посмертная экспертиза, перед смертью подросток выпил кофе латте из «Макдоналдса», большой безалкогольный напиток Mountain Dew и энергетик неизвестной марки. По мнению экспертов, кризис произошёл от того, что все три напитка пострадавший выпил в течение двух часов.

### Рекомендации
Производители указывают, что «энергетики» противопоказаны при заболеваниях сердечно-сосудистой системы, артериальной гипертензии, глаукоме, нарушении сна, повышенной возбудимости и чувствительности к кофеину.
«Энергетики» не рекомендуется пить детям, беременным и кормящим женщинам, людям с повышенной нервной возбудимостью, бессонницей, нарушениями сердечной деятельности, гипертонической болезнью.

### Сочетание с алкоголем
Существуют алкогольные коктейли с энергетическими напитками. Энергетики выполняют стимулирующую функцию, а алкоголь — угнетающую. Вред такого сочетания заключается в способности энергетиков замаскировать влияние алкоголя, в результате которой человек не сможет принять его влияние в расчёт, ослабляя контроль за количеством выпитого. Алкоголь в больших дозах вызывает естественную усталость, но стимулирующий эффект энергетиков способен перебить его. Распространённое смешивание энергетиков с водкой и другим алкоголем привело к появлению в продаже готовых алкоэнергетических коктейлей.
В США в 2010—2011 годах было зафиксировано почти пять тысяч случаев алкогольного отравления, связанного с употреблением энергетиков в сочетании с алкоголем, в основном среди студентов.

## Ограничения продажи
На 2012 год во Франции, Германии и других странах ЕС, а также Канаде, Норвегии и других странах (всего более 170) безалкогольные энергетические напитки продаются свободно в обычных магазинах.

### США
В декабре 2010 года алкогольные энергетические напитки, содержащие кофеин, были полностью изъяты из продажи на всей территории США на основании заключения властей об их вреде для здоровья.

### Европа
В Литве с 2014 года введён запрет на продажу энергетических напитков для лиц, не достигших совершеннолетия. Аналогичные меры уже приняли в Латвии.
В мае 2009 года в шести федеральных землях Германии был введён запрет на продажу напитка Red Bull Cola, но после дополнительных исследований запрет был снят.
С 1 января 2020 года в Азербайджане введён запрет на продажу напитков для лиц, не достигших совершеннолетия.

### Россия
Продажа энергетиков с содержанием алкоголя в России запрещена с 1 января 2018 года. Кроме того, в некоторых регионах действует ограничение на продажу энергетических напитков несовершеннолетним вне зависимости от содержания алкоголя. При этом рост продаж энергетиков в России в 2014—2019 годах значителен не только на фоне безалкогольных напитков в целом, но и в сравнении с другими продуктами питания. В Госдуму внесен законопроект о запрете продажи энергетиков лицам до 18 лет, в августе 2024 года он был принят законодательно и вступил в силу с 1 марта 2025 года.
В ноябре 2022 года в Новосибирской области, депутаты местного Заксобрания приняли закон о запрете продажи безалкогольных энергетических напитков, гражданам не достигших 18 лет. Нарушение запрета грозит административным штрафом. Физические лица могут получить от 500 до 1,5 тыс. руб. штрафа, должностные — от 3 тыс. до 5 тыс. руб., а юрлица — от 10 тыс. до 15 тыс. руб.
2 ноября 2022 года в Республике Татарстан указом Рустама Минниханова был наложен запрет на продажу безалкогольных энергетических напитков гражданам, не достигшим совершеннолетия. Несмотря на то, что указ был подписан 2 числа, в силу он вступил лишь спустя 10 дней со дня подписания. Согласно указу, гражданам грозит штраф в размере от 3 000 до 5 000 руб., должностным лицам — от 30 000 до 50 000 руб., юридическим лицам — от 100 000 до 150 000 руб.
С 1 марта 2025 года на территории Российской Федерации был наложен полный запрет на продажу энергетических напитков лицам, не достигшим совершеннолетия. 7 июня того же года президентом России Владимиром Путиным был подписан закон, вводящий штрафы за продажи энергетиков несовершеннолетним. Продавцы могут быть оштрафованы на сумму от 30 до 50 тысяч рублей, должностные лица торговых организаций — на сумму от 100 до 200 тысяч рублей, а торговые предприятия  —  на сумму от 300 до 500 тысяч рублей.

### Азия и Океания
В июне 2009 года продажа Red Bull Cola была запрещена на Тайване: после приостановления продажи Red Bull Cola в Германии. По другим данным, в Тайване запретили не Red Bull Cola (Red Bull Simply Cola), производившийся для Германии в Швейцарии, и вообще не продававшийся в азиатских странах, а Red Bull Energy Drink, производившийся в Австрии и по другому рецепту, без использования экстракта листьев коки.